# Dworskie (Dobiesławice)
Dworskie – część wsi Dobiesławice w Polsce położona w województwie świętokrzyskim, w powiecie kazimierskim, w gminie Bejsce.
W latach 1975–1998 Dworskie administracyjnie należało do województwa kieleckiego.